# Stupava (okres Malacky)
Stupava (tyska: Stampfen) är en stad i distriktet Malacky i regionen  Bratislava i västra Slovakien.

## Geografi
Staden ligger på 174 meters höjd och har en area på 67,5 km². Den har ungefär
11 500 invånare (2017).